# Равіндер Пал Сінгх
Равіндер Пал Сінгх (6 вересня 1960 — 8 травня 2021) — індійський хокеїст на траві.
Олімпійський чемпіон 1980 року.